# Stypandra jamesii
Stypandra jamesii är en grästrädsväxtart som beskrevs av Stephen Donald Hopper. Stypandra jamesii ingår i släktet Stypandra och familjen grästrädsväxter. Inga underarter finns listade i Catalogue of Life.